# ناهید خداکرمی
ناهید خداکرمی عضو شورایعالی نظام پزشکی، رئیس انجمن علمی مامایی ایران و عضو پیشین شورای شهر تهران   است. او دانش‌آموخته دکتری تخصصی علوم بهداشتی از دانشگاه علوم پزشکی شهید بهشتی است. خداکرمی همچنین در زمان معاونت مولاوردی دبیر کار گروه سلامت و محیط زیست معاونت زنان و خانواده ریاست جمهوری بود.
او برای شرکت در انتخابات شورای شهر تهران در سال ۱۳۹۶ نامزد شد و در لیست امید قرار گرفت.